# Smyrna (insecto)
Smyrna es un género de lepidópteros de la subfamilia  Nymphalinae en la familia Nymphalidae que se encuentra desde México a Sudamérica.

## Especies
- Smyrna blomfildia (Fabricius, 1781) – Blomfild's Beauty
- Smyrna karwinskii Geyer, 1833 – Karwinski's Beauty